# فيضة معقلة
فيضة معقلة وتسمى حالياً (أم عقلاء) وهي من أكبر فياض الصمان وأقدمها ذكراً، واميرها بالسابق الأمير مقعد بن دهام ابوثنين ،ذكرها العالم اللغوي الأزهري في القرن الرابع الهجري، وورد اسمها كثيراً في شعر ذو الرمة.ارتبط اسمها بذكر حمر الوحش التي انقرضت من جزيرة العرب.

## التسمية
تعرف حالياً (أم عقلاء) وقد أخذت هجرة الشملول والتي تقع شماليها مساقة 11 كيلوا، هذه التسمية منها رغم انه ليس لهذه التسمية أصل،
ولكن حُرف مع طول السنين.ذكرها العالم المشهور الأزهري في القرن الرابع الهجري عندما مر بها فقال (وقد رأَيتها وفيها حَوَايا كثيرة
تُمْسِك ماء السماء دَهْراً طويلاً، وإِنما سُمِّيت مَعْقُلة لأَنها تُمْسِك الماء كما يَعْقِل الدواءُ البَطْنَ.)

## الموقع
تقع معقلة على حد الصمان الشرقي، جنوبيها مركز العمانية ورملة حزوى مسافة 5 كيلوا.وشماليها بلدة الشملول مسافة 11 كيلوا. واكتسبت أهمية بوقوعها كمحطة على درب التجارة القديم (درب الكنهري) والذي يربط شرق الجزيرة بأواسط نجد.للتزود من الماء ومنها تسلك القوافل دروب أخرى تتجة إلى الدهناء مروراُ برماح حتى تصل إلى الرياض.

## ذكرها في التاريخ
حكا الفارسي عن ابي زيد في لسان العرب بأن مَعْقُلةُ (خَبْراء بالدَّهْناء تُمْسِكُ الْمَاءَ)
وقال أبو منصور الأزهرى: (وقد رأيتها، وفيها حوايا كثيرة تمسك ماء السماء دهرا طويلا، وإنما سميت معقلة، لأنها تمسك الماء كما يعقل الدواء البطن)

## ذكرها في الشعر
هي من الأماكن التي أكثر من ذكرها ذو الرمة (77 هـ - 117 هـ) فيقول:
حُزَاوِيَّةٍ أَو عَوْهَجٍ مَعْقُـلِـيّةٍ
رُودُ بأَعْطافِ الرِّمالِ الحَرائر
وقال:
وا عَجَبا للعَذَارَى يوم معقلةٍ
عَيّرْنَني تحتَ ظلّ السِّدرَةِ الكِبَرَا
فَظَلّ دَمْعيَ مِمّا بَانَ لي سَرِباً
عَلى الشّبابِ إذا كَفْكَفتُه انحَدَرَا

## معقلة وحمر الوحش
ارتبط ذكر معقلة بذكر حمر الوحش العربية التي انقرضت من جزيرة العرب قبل قرنين. والتي كانت منتشرة في جزيرة العرب لكن الصمان كانت هي جنتها.
فقد قال ذو الرمة يصف حماراً:
وَثْبَ المُسَحَّجُ مِن عاناتِ مَعْقُلَةٍ،
كأَنه مُسْتَبانُ الشَّكِّ، أَو جَنِـبُ
- والمُسَحَّجُ: حِمارُ الوحْشِ، يقول: كأَنه من نَشاطِه ظالِعٌ، أَو جَنِبٌ (شديد العطش)  فهو يَمشي في شِقٍّ

## وصلات خارجية
- «معقلة» و«الشملول» يحكينَ عبق الماضي على امتداد 1300 سنة